# San José de Maipo
San José de Maipo är en kommun i Chile. Den ligger i provinsen Provincia de Cordillera och regionen Región Metropolitana de Santiago, i den mellersta delen av landet, 60 km sydost om huvudstaden Santiago de Chile.
Trakten runt San José de Maipo är ofruktbar med lite eller ingen växtlighet. Runt San José de Maipo är det mycket glesbefolkat, med 2 invånare per kvadratkilometer.